# Халід ібн Бармак
Халід ібн Бармак (705 , Балх, Балх  — 782 ) — значний політичний діяч Багдадського халіфату часів династії Аббасидів. Походив з перської родини Бармакидів.

## Життєпис

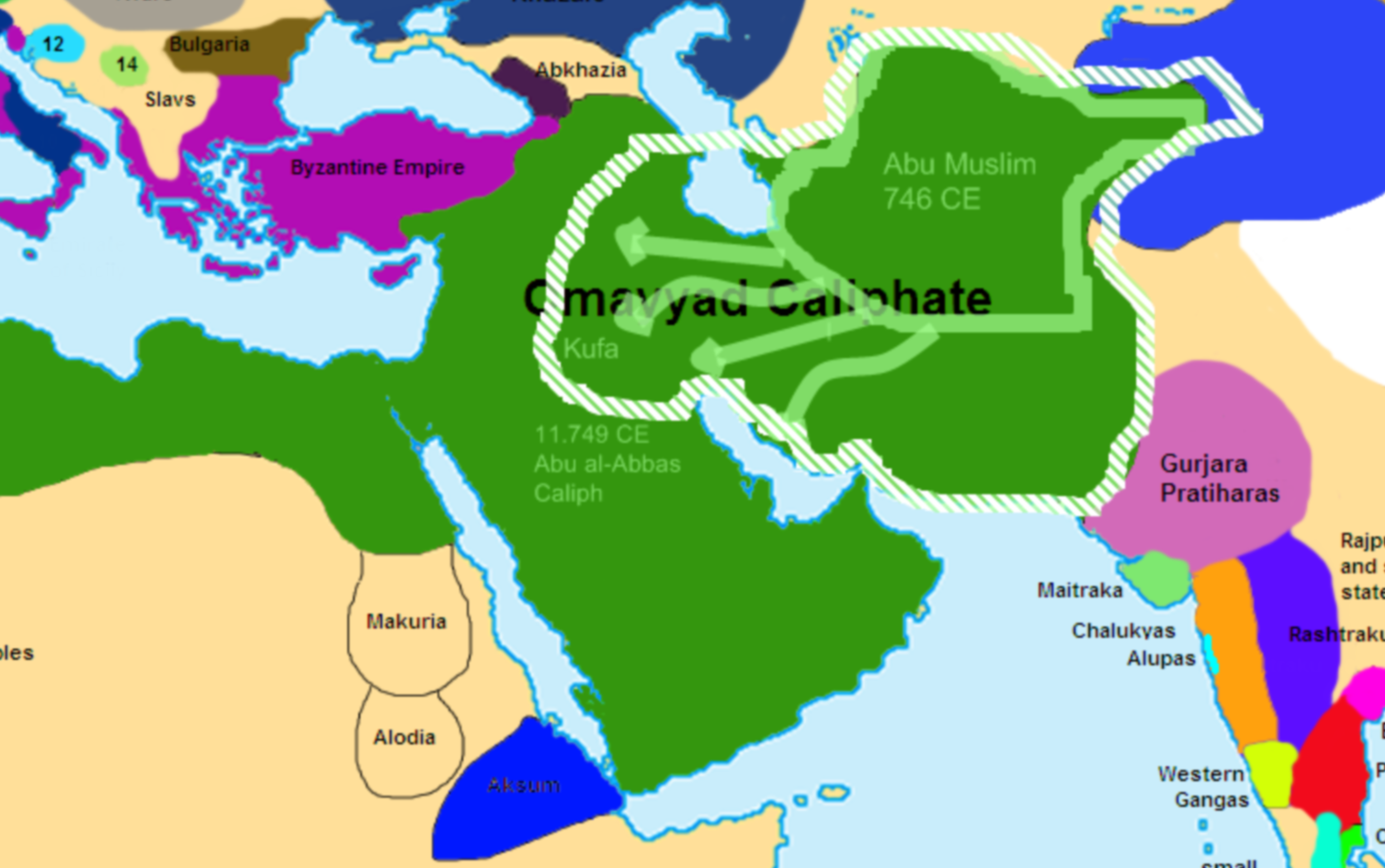
Заколот Аббасидів

Був сином Бармака, представника знатної жрецької родини з Балха (сучасний північний Афганістан) та доньки князя Саганіана. В момент народження Халіда його родина вже мешкала у Басрі, при цьому не переривала зв'язків з іранськими аристократичними родинами. Відомо, що Халід отримав гарну освіту. У 747 році взяв участь у повстанні Абу Мусліма проти Омеядів. Надав суттєву допомогу, спираючись на свої родинні зв'язки з перською знатю, майбутньому халіфу Ас-Саффаху Аббасиду. Халід ібн Бармакі взяв участь у битві при Забі, в ході якої вирішувалося протистояння між Омеядами та Аббасидами. Його призначають розподіляти отриману військову здобич.
У 749 році Халіда ібн Бармакі призначають головою дивана хараджа (органу, який займався земельним збором). При ньому ця посада стала дорівнювати посаді міністра. Він відрізнявся адміністративними та військовими талантами. За часів халіфа аль-Мансура Халіда призначають губернатором Фарса (Парса). Водночас Халід ібн Бармакі бере активну участь у внутрішніх інтригах родини халіфа, змусивши сина халіфа Ісу ібн Мусу відмовитися від прав на трон.
У 765 році Халіда ібн Бармакі призначають також намісником Табаристану (північ Ірану). На цій посаді він підкорив князівство Масмуган, після чого мешканці Табаристану стали зображувати його на своїх щитах. До того ж тут він заснував місто Мансуру. Водночас займається розбудовою Багдада, використовуючі для цього будови Ктесифона.
У 769 році халіф призначив Халіду ібн Бармакі значний штраф (3 млн дирхамів), який допоміг останньому виплатити майбутній халіф Аль-Махді. Незабаром послуги Халіда знадобилися для придушення повстання курдів. Успішно виконавши це завдання, халід ібн Бармакі став губернатором Мосула, а його син Яг'я ібн Халід Бармакі — Азербайджану. На цій посаді Халід здобув як прихильність місцевого населення, так й збільшив статки своєї родини.
У 773 році був одним з військових очільників походу армії халіфату проти Візантійської імперії. Арабські війська дійшли до Босфору, проте захопити Константинополь не змогли.
775 року новий халіф Аль-Махді призначив його валі Фарсу. Тут відзначився перерозподілом податку на землю та скасуванням обтяжливого податку на сади. Невдовзі отримав у володіння Шаммасію (біля Багдаду). Тут звів палац, що став резиденцією роду Бармакидів та ринок, який отримав ім'я Халіда ібн Бармака.
780 року разом з сином Яг'я брав участь у поході арабського війська на Візантію під формальним командуванням спадкоємця Гаруна. Відзначився при захопленні фортеці Самалу. Помер невдовзі після повернення з походу.